# Heinrich August Luitbert von Friesen
Heinrich August Luitbert Freiherr von Friesen (* 29. Oktober 1847 in Dresden; † 26. Juli 1931 ebenda) war ein königlich-sächsischer Kammerherr, Wirklicher Geheimer Rat und Oberleutnant.

## Leben
Heinrich Freiherr von Friesen stammte aus dem 1653 in den Reichsfreiherrenstand erhobenen Uradelsgeschlecht von Friesen. Sein Vater war der königlich-sächsische Oberstleutnant und Kommandeur des 16. Infanterie-Bataillons Luitbert Freiherr von Friesen (1816–1866). Seine Mutter Cäcilie Wilhelmine stammte aus der sächsischen Adelsfamilie Sahrer von Sahr und stammte aus Dresden. In der sächsischen Residenzstadt Dresden erblickte auch Heinrich Freiherr von Friesen als ältester Sohn seiner Eltern das Licht der Welt. Im Gegensatz zu seinem 1849 geborenen jüngerer Bruder Heinrich Freiherr von Friesen, der eine Militärlaufbahn einschlug und königlich-sächsischer Generalmajor wurde, diente Heinrich in der sächsischen Armee lediglich bis zum Oberleutnant und schlug anschließend eine Verwaltungskarriere am Dresdner Hof ein, wo er zunächst Kammerherr und später Wirklicher Geheimer Rat des Königs wurde.
Am 20. Oktober 1903 ließ er sich seinen freiherrlichen Adelstitel unter der Nr. 24 in das Königlich sächsische Adelsbuch eintragen.

## Familie
Heinrich Freiherr von Friesen heiratete in Dresden am 29. September 1884 die aus dem Hause Püchau stammende Gräfin Bertha Auguste Isidore Martha Gräfin von Hohenthal (* 1860).  Aus ihrer gemeinsamen Ehe gingen fünf Kinder hervor, darunter der einzige Sohn Herbert Freiherr von Friesen (* 1886), der königlich-sächsischer Rittmeister wurde.

## Wappen
Er führte folgendes Wappen: 1 und 4 in Gold einwärts ein gekrönter schwarzer Adler, 2 und 3 in Silber 3 (1, 2) rote Rosen an grün-blättrigen Stielen.